# تیمائوس (تاریخ‌نگار)
تیمائوس (به یونانی: Τιμαῖος) (زادهٔ ۳۴۵ پ.م- درگذشتهٔ ۲۵۰ پ.م) تاریخ‌نگار یونان باستان اهل سیسیل بود. وی توسط آگاتوکلس از سیسیل اخراج شد و به آتن مهاجرت کرد و در آن‌جا در نزد ایسوکراتس به تحصیل بلاغت پرداخت و به مدت پنجاه سال در آتن زیست و سپس به سیسیل (احتمالاً سیراکیوز) بازگشت و در همان‌جا درگذشت.